# Бърждани
 Тази статия е за селото в Северна Македония.  За селото в Дебърско, Албария вижте Бреждан.  
Бърждани (на македонска литературна норма: Брждани; на албански: Bërzhdani) е село в община Кичево, в западната част на Северна Македония.

## География
Селото е разположено в областта Долна Копачка в долината на река Белица.

## История

### Етимология
Според академик Иван Дуриданов името е жителско със суфикса -jane, производно от бърдо от първоначално *Бръдјани и има точно сръбско и хърватско съответствие Brđani. Според Йордан Заимов името е от местното име *Бърдо(то).

### В Османската империя
Селото е споменато в XVI век в поменика на манастира Матка като Брьждани.
В XIX век Бърждани е чисто българско село в Кичевска каза на Османската империя. Църквата „Свети Никола“ е от 1872 година. В „Етнография на вилаетите Адрианопол, Монастир и Салоника“, издадена в Константинопол в 1878 година и отразяваща статистиката на населението от 1873 година, Бърдени (Brdéni) е посочено като село с 45 домакинства със 168 жители българи.
Според статистиката на Васил Кънчов („Македония. Етнография и статистика“) към 1900 година в Бърждани живеят 230 българи-християни.
На Етнографската карта на Битолския вилает на Картографския институт в София от 1901 година Бърждани е чисто българско село в Кичевската каза на Битолския санджак с 60 къщи.
Цялото село e под върховенството на Българската екзархия. По данни на секретаря на екзархията Димитър Мишев („La Macédoine et sa Population Chrétienne“) в 1905 година в Бръждани има 640 българи екзархисти и в селото функционира българско училище.
Статистика, изготвена от кичевския училищен инспектор Кръстю Димчев през лятото на 1909 година, дава следните данни за Бръждани:
| Домакинства | Гурбетчии | Грамотни | Грамотни | Грамотни | Неграмотни | Неграмотни | Неграмотни |
| Домакинства | Гурбетчии | мъже     | жени     | общо     | мъже       | жени       | общо       |
| ----------- | --------- | -------- | -------- | -------- | ---------- | ---------- | ---------- |
| 77          | 77        | 105      | 20       | 125      | 177        | 218        | 395        |

При избухването на Балканската война в 1912 година 53 души от Бърджани са доброволци в Македоно-одринското опълчение.

### В Сърбия, Югославия и Северна Македония
След Междусъюзническата война в 1913 година селото попада в Сърбия.
На етническата си карта на Северозападна Македония в 1929 година Афанасий Селишчев отбелязва Бърждани като българско село.
Според преброяването от 2002 година селото има 162 жители македонци.
От 1996 до 2013 година селото е част от община Другово.

## Личности
Родени в Бърждани
- Антон Николов, български опълченец, пристига в лагера на Опълчението от Белград, на 18 май 1877 година постъпва в I опълченска дружина,[11] умира преди 1918 г.[12]
- Борис Спиров (1897 – 1974), български и югославски лекар, югославски македонски политик
- Гълъб Митрев, деец на ВМОРО, заловен в 1903 година, изпратен на заточение, убит с камъни в Мала Азия[13]
- Дуко Милош, арестуван през август 1903 година, обвинен в „даване на укритие и помощ на българските комити“, осъден на 3 години каторга, заточен в Диарбекир, амнистиран с общата амнистия от 12 април 1904 година[14]
- Дуко Ристе, арестуван през август 1903 година, обвинен в „даване на укритие и помощ на българските комити“, осъден на 3 години каторга, заточен в Диарбекир, амнистиран с общата амнистия от 12 април 1904 година[15]
- Русче (Руфче) Аврамов, македоно-одрински опълченец, 20-годишен, бакалин, 1 рота на 4 битолска дружина, ранен на 9 юли 1913 година[16]
- Яно Църне, арестуван през август 1903 година, обвинен в „даване на укритие и помощ на българските комити“, осъден на 3 години каторга, заточен в Диарбекир, амнистиран с общата амнистия от 12 април 1904 година[14]